# Oskar Vogelhuber
Oskar Vogelhuber (* 18. Februar 1878 in Bechhofen; † 29. März 1971 in München) war ein deutscher Lehrer und Ministerialbeamter.

## Werdegang
Vogelhuber war zunächst Lehrer im bayerischen Schuldienst. Zum 1. Januar 1919 wurde er in das Bayerische Staatsministerium für Unterricht und Kultus übernommen und war dort Referent für die Lehrerbildung. Am 1. Januar 1933 wurde er zum Ministerialrat ernannt, nach Machtübernahme der Nationalsozialisten aber noch im gleichen Jahr wegen seiner Mitgliedschaft in der SPD in den Ruhestand versetzt. Am 1. August 1945 wurde er in seiner früheren Position wieder eingestellt.
Er ist Autor zahlreicher Lehrbücher zur Lehrerbildung.
„Die ‚Besondere Unterrichtslehre in Leitgedanken‘ erscheint aufs neue als ‚Besondere Unterrichtslehre‘. Diese neue, sechste Auflage wäre schon 1933 nötig gewesen. Sie wurde zurückgehalten. Jetzt ist wieder das geistige Klima eingetreten, das dieser Unterrichtslehre das Erscheinen ermöglicht.“ (Oskar Vogelhuber im Vorwort zur Ausgabe 1947 der ‚Besondere(n) Unterrichtslehre‘)

## Ehrungen
- 1952: Verdienstkreuz (Steckkreuz) der Bundesrepublik Deutschland
- 1959: Bayerischer Verdienstorden

## Veröffentlichungen
- Besondere Unterrichtslehre des Volksschulunterrichts für Kriegsteilnehmer und andere Prüflinge der Pädagogik, Nürnberg (Korn Verlag), 1918; nachgewiesen in der Staatsbibliothek Passau: Signatur 00/DP 3100 V879
- Besondere Unterrichtslehre, 6. neubearbeitete Auflage, München (Franz Ehrenwirth Verlag), 1947; frühere Aufl. u. d. T. „Besondere Unterrichtslehre in Leitgedanken“; 7. Auflage (1947) nachgewiesen in der Staatsbibliothek Passau: Signatur 00/DP 1000 V879-7 und BBP/07 THA 107-7